# Azerbejdżan na Mistrzostwach Świata w Lekkoatletyce 2015
Azerbejdżan na Mistrzostwach Świata w Lekkoatletyce 2015 – reprezentacja Azerbejdżanu podczas czempionatu w Pekinie liczyła 2 zawodników, którzy nie zdobyli medalu.

## Występy reprezentantów Azerbejdżanu

### Konkurencje biegowe
| Konkurencja    | Zawodnik        | Runda 1  | Runda 1 | Półfinał | Półfinał | Finał    | Finał   |
| Konkurencja    | Zawodnik        | Rezultat | Pozycja | Rezultat | Pozycja  | Rezultat | Pozycja |
| -------------- | --------------- | -------- | ------- | -------- | -------- | -------- | ------- |
| Bieg na 5000 m | Hayle İbrahimov | 13:28,77 | 14.     | —        | —        | NQ       | NQ      |

### Konkurencje techniczne
| Konkurencja        | Zawodnik     | Eliminacje | Eliminacje | Finał    | Finał   |
| Konkurencja        | Zawodnik     | Rezultat   | Pozycja    | Rezultat | Pozycja |
| ------------------ | ------------ | ---------- | ---------- | -------- | ------- |
| Rzut młotem kobiet | Hanna Skydan | 66,91      | 23.        | NQ       | NQ      |